# Südliche Koralleninseln
Südliche Koralleninseln (engl. Southern Coral Group) ist eine Sammelbezeichnung für jene isoliert liegenden Inseln der Republik der Seychellen, die zwar außerhalb der Seychellen-Bank liegen und korallinen Ursprungs sind, jedoch keiner anderen geographischen Inselgruppe, beispielsweise den Amiranten, zugeordnet werden können. Zu den Südlichen Koralleninseln zählen zwei Inseln:
- Coëtivy (Île Coëtivy)
- Platte (Île Platte)